# 自体干细胞移植
自体干细胞移植（英語：Autologous stem-cell transplantation，auto-SCT）顾名思义是干细胞的自体移植，即从人体取出干细胞（其他细胞类型发育而来的未分化细胞），储存起来并回输给同一个人。尽管这项技术最常应用在造血干细胞（血细胞的前体）移植，但亦有心脏细胞成功用于修复心脏病发作造成的损伤案例。